# Motion City Soundtrack
Motion City Soundtrack foi uma banda de rock de Minneapolis, Minnesota, formado em 1997. Somente dois integrantes estão desde o início: o vocalista e guitarrista Justin Pierre e guitarrista e backing vocal Joshua Cain. A banda ainda inclui o tecladista Jesse Johnson, baixista e backing vocal Matthew Taylor, com baterista, percussionista e backing vocal Tony Thaxton. Motion City Soundtrack lançou 4 álbuns de estúdio e vendeu mais de 600mil cópias em sua carreira, incluindo um pouco acima de meio milhão nos Estados Unidos sozinhos.
O primeiro lançamento de Motion City Soundtrack foi um single, "Promenade/Carolina", em 1999. No ano seguinte seu EP de estréia, Kids for America, e então um segundo, Back to the Beat. Seu álbum de estréia I Am the Movie em 2002. Seus primeiros 5 lançamentos foram todos lançados com a ajuda da gravadora Epitaph Records.
Depois de gastar seus cinco primeiros anos procurando a formação perfeita, a gravadora relançou I Am the Movie em 2003 e foi um dos motivos da banda aumentar seu sucesso. Seu primeiro single "The Future Freaks Me Out" chegou com performance ao vivo e televisiva como sucesso, mas falhou nas rádios. O segundo álbum, Commit This to Memory, foi o resumo de MCS vendido para a data, vendendo 285 mil cópias e alcançando o número 2 no Top Álbuns Independentes. Foi apresentado o single, "Everything Is Alright", que ainda encontrou sucesso em lugares como MTV, mas não teve a mesma sorte nas rádios.
O lançamento de Even If It Kills Me em 2007 proporcionou a banda mais sucesso. O álbum estreou na posição 16 na Billboard 200 e número 1 em Álbuns Independentes. Foram produzidos os singles "Broken Heart", "This Is for Real" e "It Had to Be You", que todos apareceram em emissoras de televisão.
A banda foi aceita internacionalmente, com muitos fãs em diversos países, incluindo o Reino Unido, Canadá, Austrália e Japão.

## Turnê
Motion City Soundtrack embarcou em turnês desde o início. Sendo uma banda com pouca experiência vindo de Minneapolis, eles fizeram shows em muitos lugares como AMP 176. Como seus fãs cresceram, eles iniciaram tocando em shows com outras bandas de similar sucesso. Eles tocaram em shows com Fall Out Boy e The All-American Rejects antes deles todos encontrarem seu sucesso comercial, com Pete Wentz abrindo alguns pequenos shows de punk para eles. Desde então, Motion City Soundtrack foi dizendo que seu nível de sucesso foi devido a consistencia da turnê que eles haviam feito. Isso foi ganhado como recognização de muitos outros trabalhos difíceis no género de pop punk. Voltado para o sucesso de seu álbum e seu contrato com a Epitaph, Motion City Soundtrack fez turnê por algum tempo, tendo ruas no Reino Unido aumentada para acomodar a grande audiência para show grandes de The All-American Rejects e Limbeck. Em 2004 eles tocaram cerca de 320 shows. Eles foram convidados para uma turnê com Blink 182 na Europa e Japão, com o baixista do Blink 182 Mark Hoppus falando que gostou e depois ter visto a produção do segundo álbum, Commit This to Memory.
Em 2007 eles embarcaram nos Estados Unidos com Anberlin, Metro Station e Mae. Continuou mais tarde depois do lançamento do seu terceiro álbum com Panic at the Disco e The Hush Sound em 2008 na Honda Civic Tour. Motion City Soundtrack agora tinha a reputação como artista principal para tocar em grande festivais. Na Warped Tour em 2008 e tocou no palco principal na Austrália no Soundwave festival, com The Offspring, Killswitch Engage e Incubus.
Motion City Soundtrack embarcou em turnê no Reino Unido com Chiodos, Hit the Lights e Person L, de 22 de Setembro até 2 de Outubro de 2008.

## Integrantes

### Atuais
- Justin Pierre – vocal, guitarra
- Joshua Cain – guitarra, backing vocal
- Jesse Johnson – teclado
- Matthew Taylor – baixo, piano, backing vocal
- Tony Thaxton – bateria, percussão, backing vocal

### Antigos
- Joe Skinner – guitarra (1997)
- Andrew Gruhn – sintetizador (1998)
- Austin Lindstrom – baixo (1998–2000, 2001-2002)
- Andrew Whitney – bateria, percussão (1997–1998)
- Joel Habedank – bateria, percussão (1998–2000)
- Matthew Potocnik – baixo (2000–2001)
- Sidney Burgdorf  – bateria, percussão (2001)

## Discografia

### Álbuns
- I Am the Movie (2003)
- Commit This to Memory (2005)
- Even If It Kills Me (2007)
- My Dinosaur Life (2010)
- Go (2012)
- Panic Stations (2015)